# Svenska järnvägsmannaförbundet
Svenska järnvägsmannaförbundet var ett svenskt fackförbund inom Landsorganisationen (LO) som bildades 1899. Det uppgick 1970 i Statsanställdas förbund.

## Bakgrund
Den 15 maj 1898 sammanträdde det första allmänna järnvägsmannamötet i Göteborg. Den omedelbara anledningen till mötet var en stationskarlsstrejk i Halmstad, men man dryftade också fastare samarbete mellan de spridda föreningarna. På mötet fanns mellan 300 och 400 ombud från 25 olika järnvägsföretag. Sedan järnvägarnas barndom i Sverige hade den underordnade järnvägspersonalen benämnts betjänte, men nu beslöt man att hädanefter skulle titeln vara järnvägsmän. 

## Historia
- 1899 bildades Svenska järnvägsmannaförbundet vid en konstituerande kongress i Stockholm. Personal vid de enskilda järnvägarna tog initiativet. Ordförande blev Oskar A. Hedström.
- 1903 uppgick Svensk järnvägsmannaförening i förbundet.
- 1904 uppgick även Statsbanornas maskinarbetareförening liksom Statsbanornas vagn- och stallpersonalsförening.
- 1906 tillkom Statsbanornas stationskarlsförmäns-, stationskarls-, och kontorsvaktsförening.
- 1909 deltog förbundet inte i storstrejken men bistod de strejkande förbunden med ekonomisk hjälp.
- 1923 hade förbundet 34741 medlemmar. [1]
- 1925 skedde en utbrytning och Svenska konduktörspersonalförbundet bildades. Det skedde som en reaktion på att förbundskassören P. E. Carlbom hade avslöjats som storförskingrare - beloppet var ca 1,5 miljoner kronor.
- 1929 tecknades en kollektiv olycksfallsförsäkring för medlemmarna.
- 1937 bildade fackförbunden på det statliga området Statstjänarkartellen.
- 1940 återkom medlemmarna i Svenska konduktörspersonalförbundet och året därpå även medlemmarna i Sveriges lokomotivmannaförbund.
- 1945 startade Järnvägsmännens erkända arbetslöshetskassa.
- 1950 hade förbundet 303 avdelningar med 67155 medlemmar.
- 1951 uppgick Sveriges järnvägars banmästareförening i förbundet.
- 1970 var man tvungna att effektivisera förhandlingarna på det statliga området. Statstjänarekartellen förslog inte längre.  Åtta förbund och delar av ett nionde bildade därför tillsammans det nya Statsanställdas förbund.